# Clan Akkaba
Clan Akkaba es un culto ficticio que aparece en los cómics estadounidenses publicados por Marvel Comics. El culto aparece en los cómics de X-Men y fue creado por Frank Tieri y Clayton Henry. Los miembros del culto son descendientes del supervillano mutante Apocalipsis y aparecieron por primera vez en la miniserie X-Men: Apocalipsis vs. Drácula.

## Historia

### Orígenes
El nombre Akkaba tiene su origen en la época del antiguo Egipto, antes de la llegada del faraón viajero en el tiempo Rama-Tut, quien algún día se convertiría en Kang el Conquistador e Immortus. Akkaba era un pequeño pero prometedor asentamiento solitario situado en el borde mismo del Amentet y el Valle de los Reyes. Sus miembros eran muy supersticiosos y se enorgullecían de su cultura, que consideraban separada y distinta del resto de Egipto. Su miedo a lo desconocido resultó ser su perdición cuando se difundió por todo Egipto la noticia de que un nuevo faraón había caído del cielo y había tomado el control del trono.
Tomaron esto como un mal presagio y cuando uno de ellos dio a luz a un niño gris con líneas azules recorriendo sus labios y rostro, rápidamente expulsaron al niño que eventualmente se convirtió en Apocalipsis. Más tarde, Baal y los Tormentas de Arena masacraron toda la aldea en busca del niño que bañaba la ciudad en sangre. El único sobreviviente fue En Sabah Nur, el primero, llamado así por su nuevo padre Baal.

### Dominación
Cuando Apocalipsis se dio cuenta plenamente de su poder y derrotó al Faraón y su ejército, Egipto entró en una nueva era, en la que sus hijos caminaron entre ellos. Apocalipsis forjó su clan, el Clan Akkaba, en honor a su lugar de nacimiento y a aquellos que lo abandonaron y lo dejaron morir. Durante este tiempo, el sitio de Akkaba alcanzó una especie de renacimiento cuando se erigieron allí grandes monumentos.
En este punto, el clan comenzó a formar costumbres, sobre todo a vivir según la mentalidad de la supervivencia del más fuerte. Los miembros engañarían, traicionarían e incluso matarían a sus propios parientes para acercarse a su líder, Apocalipsis. En el apogeo de Egipto, la influencia del clan en el mundo era igualmente grande. Sin embargo, tras los ataques de Alejandro Magno y sus ejércitos persas, la esfera de influencia del clan se trasladó a la Antigua Roma.

### sigloXIX
Durante miles de años, el grupo tuvo la misión de salvaguardar los legados y mantras de su señor y antepasado. Una vez en el nuevo mundo, reunieron muchas riquezas y se colocaron en posiciones notables e influyentes para influir y controlar mejor el mundo. A medida que el clan creció, evolucionó, manteniéndose fiel a su credo de "supervivencia del más fuerte", continuaron luchando y matándose entre sí para ganarse el favor de Apocalipsis. Adoptaron oficialmente la costumbre formal de marcarse con un tatuaje rojo sangre del sello de su clan; cuanto más poderoso era el nivel de poder mutante del miembro individual, más grande era el tatuaje en su cuerpo. Aunque se desconoce qué amenazas enfrentaron al principio en el nuevo mundo, Margaret Slade, el miembro de mayor edad conocido de Akkaba en ese momento, señaló que cuando era niña fue testigo de cómo Apocalipsis cortó en pedazos a toda una tribu de demonios N'Gari. Aun así, el actual presidente Kabar Brashir, que tenía aproximadamente la edad de su hijo mayor, Hamilton, había sido testigo del clan convocando a Apocalipsis hace treinta y seis años, cuando él era un niño. En ese momento, los miembros más destacados del consejo eran Margaret Slade y sus hijos Hamilton y Frederick Slade, quienes eran considerados entre los descendientes más poderosos de Apocalipsis en ese momento.

### Drácula
Durante la época victoriana, el clan fue atacado por Drácula y ellos fueron casi exterminados. Una serie de misteriosos asesinatos comenzaron a ocurrir alrededor de los miembros del clan. Cuando su líder Hamilton desapareció, no les quedó más remedio que convocar a su señor. En 1897, despertaron a Apocalipsis para hacer frente a la amenaza de Drácula, quien, sin que los miembros del clan lo supieran, estaba convirtiendo a los miembros en vampiros para luchar contra Apocalipsis. Drácula buscó venganza por su derrota anterior y por la forma en que el Señor Oscuro lo avergonzó anteriormente. Como castigo por ser débil al pedirle una bendición, Apocalipsis mató a uno de los miembros de Akkaba.
La batalla que siguió vio la masacre y el exterminio de todos los miembros del Clan Akkaba excepto Jack Starsmore y Frederick Slade y su disolución por decreto de Apocalipsis. Con la ayuda de Apocalipsis y Abraham van Helsing, logran matar a Drácula, aunque el maestro vampiro regresaba con frecuencia y sufría muchas más muertes. Ozymandias asegura la continuación de la línea Akkaba porque Frederick Slade tiene un hijo con una mujer conocida como Miss Ferguson. Ozymandias, al darse cuenta de la oportunidad de vengarse de Apocalipsis, planea en secreto remodelar el clan a su imagen para usarlo eventualmente contra su señor.

### Renacimiento
El nuevo clan Akkaba se reunió en los tiempos modernos bajo Ozymandias y un anciano Fredrick Slade. Este nuevo clan también ha revelado que Chamber es miembro de su línea de sangre y es descendiente de Jack Starsmore. Si bien la familia Starsmore nunca se olvidó de Apocalipsis, Chamber rechazó su oferta de membresía.

### La Solución de Apocalipsis
Deadpool, a quien Warren Worthington había estado pagando para buscar al Clan Akkaba, encuentra una nave Celestial enterrado bajo tierra donde el clan mata a uno de los suyos durante un ritual. Deadpool termina atrapado, pero no antes de que se alerte al resto de X-Force. X-Force puede rescatar a Deadpool y derrotar a la criatura salvaje que lo atacó, pero el templo mismo da un salto temporal que obliga al equipo a retirarse. Warren luego comenta que la criatura que derrotaron fue Guerra y que el Clan no solo estaba tratando de resucitar a Apocalipsis, sino que también habían revivido a sus últimos jinetes. Más tarde se revela que Apocalipsis fue revivido cuando era un niño y estaba siendo cuidado por los propios miembros del Clan Akkaba.
El clan le estaba enseñando que los X-Men están engañando a los mutantes para que los encierren, diciéndoles que es por su propio bien. Le dicen que los X-Men son tiranos y Apocalipsis es el salvador. Que el adorador de X (Uncanny X-Force) vendrá a matarlo porque amenaza su control del poder, y que es su derecho de nacimiento marcar el comienzo de la salvación del homo superior al provocar la Era de Apocalipsis. Cuando X-Force vino a matar a Apocalipsis, fueron derrotados por los últimos Jinetes de Apocalipsis. Ozymandias le dijo al joven Apocalipsis que debían matar al X-Force, pero el niño no quería matar a nadie, pero Ozymandias ordenó a los jinetes que los mataran. Luego, Apocalipsis es trasladado a su habitación, pero Psylocke logró alcanzarlo; sin embargo, después de ver que Apocalipsis ahora es un niño y no tiene idea de su vida anterior, no tiene ningún deseo de matarlo. Pero Arcángel vio lo contrario y quiso matar al niño porque vio que ninguna rehabilitación podría limpiar la naturaleza de Apocalipsis, y casi lo mata, pero no puede obligarse a terminar el trato. El grupo acepta tomar al niño y entrenarlo solo para que Fantomex lo mate disparándole entre los ojos.

### Saga del Ángel Oscuro
Después de la muerte de Apocalipsis, la Semilla de la Muerte en Warren se activó y él comenzó su ascensión para convertirse en el heredero de Apocalipsis cuando la persona del Arcángel toma el control; debido a esto, ha tomado el control del Clan. Él y la Bestia Oscura viajaron a la Metrópolis de Akkaba, una gran ciudad subterránea escondida ubicada debajo del Polo Norte, establecida en un punto desconocido en el pasado por el Clan Akkaba. Después de tomar la Semilla de Vida de X-Force que se repitió de la línea de tiempo de la Era de Apocalipsis y El Mundo, las usó para comenzar una nueva línea de evolución en un lugar después de hacer que Genocidio matara a todos en él. Al ver el resultado, quiso hacer esto en todo el planeta para que él, el clan y los mutantes que se pusieron de su lado fueran vistos como dioses para las nuevas criaturas evolucionadas. El fue visto en la cama con Pestilencia. Cuando el plan falló y Angel se curó de la Semilla de la Muerte, Bestia Oscura toma el control del clan bajo las instrucciones de Arcángel y se revela que Peste está embarazada de Archangel.
Posteriormente los Gemelos de Apocalipsis, los hijos de Arcángel y Pestilencia, viajaron a la Metrópolis y destruyeron la ciudad y casi diezmaron al Clan Akkaba en su totalidad.

## Aduanas
- Supervivencia del más Fuerte

El credo 'Supervivencia del más fuerte' juega un papel fundamental dentro del clan. Ser considerado el más apto es un título digno de gran honor entre los miembros, ya que significa que el individuo es el más cercano a Apocalipsis en términos de poder. El individuo también lideraría el grupo en ausencia de Apocalipsis. Un miembro que desee alcanzar este título debe pasar por varias pruebas y juicios, incluida la lucha contra cualquier otro miembro que cuestione la legitimidad de su puesto.
- El Consejo Interno

El Consejo Interno está formado por líderes y aquellos que muestran talento o poseen suficiente sangre de Apocalipsis para ser los siguientes en la fila o desafiar al más apto por su título.
- Invocando

Para las amenazas que se perciben como anteriores a la extinción del grupo, se realiza un ritual de invocación para convocar a Apocalipsis. En consecuencia, el ritual requiere la muerte de uno de los miembros del Consejo Interno ya que la solicitud de ayuda naturalmente implicaba su debilidad.
- Secreto

Las marcas de los cuerpos de los miembros muertos que implican la existencia del grupo son removidos. Nunca se hace referencia al grupo y se supone que no existe cuando está fuera de la casa del clan y no se invita a personas ajenas. La violación de estas precauciones conlleva la muerte del miembro.
- Tatuajes

Los miembros son marcados ya sea al nacer o durante la primera infancia. La cantidad de sangre de Apocalipsis que se encuentra en el sistema del niño o la fuerza del linaje determinan el tamaño del tatuaje. Un ejemplo sería Hamilton y Chamber, quienes poseen fuertes dosis de sangre de Apocalipsis, ya que los otros miembros asesinados en el siglo XVIII tienen pequeños tatuajes.

## Poderes y habilidades
Cada miembro posee un grado de la capacidad de cambiar de forma de Apocalipsis. Hay miembros que se ha demostrado que han desarrollado habilidades propias, como escupir fuego (Jack Starsmore), desplazamiento espacial (Blink, Frederick Slade) e incluso explosiones biológicas (Chamber).